# Estados vassalos e tributários do Império Otomano
Estados Vassalos foram uma série de estados tributários ou vassalos, geralmente na periferia do Império Otomano, sob a suserania da Sublime Porta, sobre a qual o controle direto não foi estabelecido, por várias razões.

## Funções
Alguns desses estados serviram como Estado-tampão entre os otomanos e o cristianismo na Europa ou ao xiismo na Ásia. O seu número variou ao longo do tempo, os mais notáveis foram o Canato da Crimeia, Valáquia, Moldávia, Transilvânia, e os Emirados curdos. Outros estados, como a Bulgária, Hungria, Sérvia e Bósnia foram vassalos antes de serem absorvidos ao Império. Outros ainda tinham valor comercial, como Imerícia, Mingrélia, Quios, o ducado de Naxos, e a República de Ragusa (Dubrovnik). Áreas como cidades santas e áreas venezianas afluentes do Chipre e Zante não foram totalmente incorporados. Por fim, algumas pequenas áreas, tais como Montenegro / Zeta e o Monte Líbano não mereciam o esforço de conquista e não foram totalmente subordinados ao centro.

## Lista

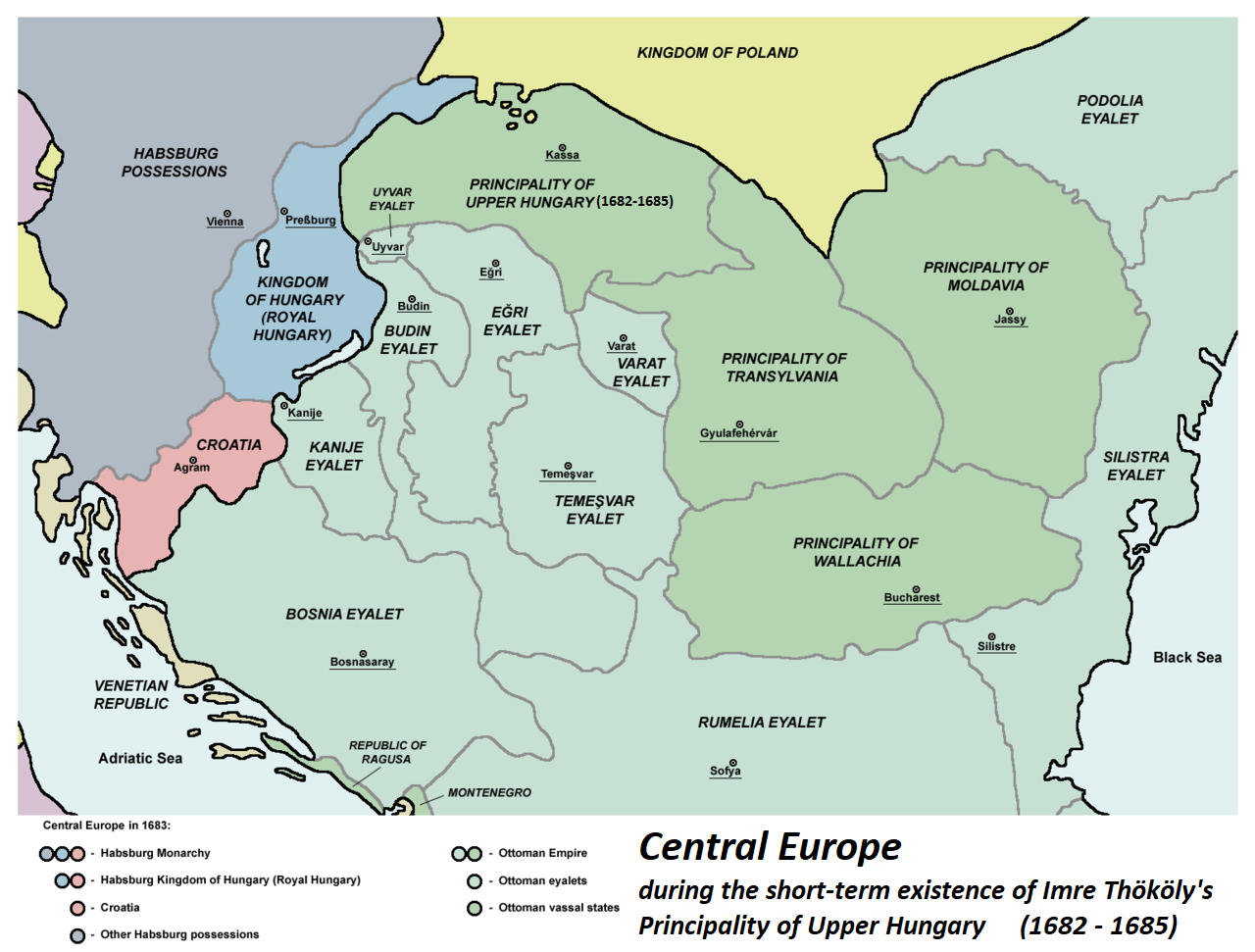

- Principado da Valáquia (Eflâk Prensliği) (1395-1397, 1417-1861, com algumas interrupções, brevemente anexada como um elayet 1521-22 e 1595-96)[1])
- Principado da Moldávia (Bogdan Prensliği) (1456-1457, 1503-1861, com algumas interrupções, brevemente anexada como um elayet 1595-96)[1])
- Canato da Crimeia (Kirim Hanlığı) (1478-1774)
- Canato de Cazã (Kazan Hanlığı) (1523; Cazã foi brevemente conquistado pelo Canato da Crimeia, Sahib I Giray entronizado como Khan)[2]
- Principado da Transilvânia (Erdel) (1543-1692, com algumas interrupções)
- Sultanato de Aceh (1569-final do século XVIII)[3]
- República das Duas Nações (Lehistan) (1576-1586; momentaneamente um estado vassalo nominal sob o vassalo otomano Stephen Bathory, príncipe da Transilvânia)[4]
- Principado da Sérvia (Sırbistan Prensliği) (1817-1830; com maior autonomia 1833-1878)
- Principados Unidos da Romênia (Romanya Prensliği) (1862-1877)
- Quedivato do Egito (Misir) (1867-1914)
- Principado da Bulgária (Bulgária Prensliği) (1878-1908)
- Principado de Montenegro (Karadag Prensliği) (-1878)
- República de Ragusa
- Ducado de Naxos
- Principado de Samos (Sisam) (1835-1912)
- Rumélia Oriental (Rumeli Dogu) (1878-1885)
- Chipre (Kibris) (1878-1914)
- Catar (Katar) (1872-1913)